# Посесьон – Кабо Негро
Посесьон — Кабо Негро — трубопровідна система на півдні Чилі у регіоні Магальянес (регіон XII), що зв'язує завод із виробництва метанолу Кабо Негро з газопереробним заводом Посесьон та аргентинською газотранспортною системою.
Єдиний (станом на 2016 рік) чилійський нафтогазовидобувний район розташований на крайньому півдні цієї витягнутої у меридіональному напрямку країни, по обох берегах протоки Магеллана, яка відділяє власне Південну Америку від острова Вогняна Земля (Tierra del Fuego). Розробка місцевих родовищ почалась ще у 1960-х роках, проте їх запаси не могли б виправдати створення газопровідної системи довжиною у кілька тисяч кілометрів для доставки продукції до основних міст країни. Тому в 1980-х виник план організації в регіон XII виробництва метанолу, яке б стало основним споживачем природного газу. За спорудження заводу у Кабо Негро (поблизу регіональної столиці Пунта-Аренас) взялась канадська компанія Methanex. У 1988 році об'єкт ввели в експлуатацію. За рік до того проклали трубопровід від газопереробного заводу Посесьон до Кабо Негро (обидва пункти на північному узебережжі протоки Магеллана) довжиною 180 км, діаметром 450 мм та пропускною здатністю до 2,3 млрд.м3 на рік.
Нормалізація у 1990-х роках відносин між Чилі та Аргентиною призвела до появи планів імпорту природного газу, який видобувається останньою у східному секторі Вогняної Землі. В 1996 році проклали газопровід Bandurria довжиною 83 км, діаметром 350 мм та потужністю до 0,7 млрд.м3 на рік, який з'єднав район аргентинського Сан-Себастіан з чилійським газопереробним заводом Куллен (обидві точки на острові Вогняна Земля). У тому ж році від ГПЗ Куллен спорудили 25 км трубопровід з річною потужністю понад 1,1 млрд.м3 до району Calafate, який з 1992 року вже був з'єднаний через протоку Магелану з ГПЗ Посесьон лінією протяжністю 54 км. Це дозволило запустити на заводі в Кабо Негро другу лінію. Через три роки до району Посесьон проклали ще дві транскордонні перемички — довжиною 33 км та діаметром 200—250 мм від мису Dungeness та довжиною 9 км і діаметром 400 мм від прикордонного аргентинського містечка El Condor. Їхня загальна потужність становила 1,7 млрд.м3 на рік. Для видачі цього додаткового об'єму проклали другу нитку від Посесьон до Кабо Негро діаметром 500 мм та річною потужністю понад 1 млрд.м3. Описані вище заходи дозволили запустити в тому ж році третю лінію на метаноловому заводі і розпочати будівництво четвертої.
Проте коли четверта лінія була на межі вводу в експлуатацію (запущена 2005 року), в самій Аргентині внаслідок зростання споживання газу виникла загроза його серйозного дефіциту. Як наслідок, починаючи з 2004 року експортні поставки з Аргентини практично припинились. Враховуючи, що чилійський газ становив лише 35-40 % у структурі споживання метанолового комплексу, це призвело до серйозних порушень в роботі останнього та вимушеної зупинки більшої частини ліній.
Чилійці намагались виправити ситуацію з газопостачанням шляхом активної розробки власних запасів. Так, у 2006 році до Посесьон — Кабо Негро під'єднали газопровід довжиною 118 км від родовища Tranquilo. сА в 2013-му було вирішено вкласти 100 млн доларів США у розвідку сланцевого газу в районі протоки Магеллана. Проте задовольнити потреби підприємства світового класу, яке споживало на рік понад 3 млрд.м3 газу, виявилось неможливо. Більше того, власне виробництво газу почало скорочуватись (з 2010 по 2013 на 20 %). В цих умовах група Methanex, яка за період з кінця 1980-х вклала у розвиток чилійського метанолового заводу біля 1,3 млрд доларів США, вирішила демонтувати та перенести дві лінії до американського штату Луїзіана, де завдяки «сланцевій революції» з'явився великий ресур дешевого газу. Запуск першої передислокованої лінії відбувся у 2016 році.